# Stadio Gazovik
Lo stadio Gazovik (in russo стадион Газовик?) è uno stadio della città di Orenburg, in Russia.
Viene utilizzato per le partite di calcio, ospita le partite casalinghe dell'Orenburg.